# Stanisławów (Kłobuck)
Pour les articles homonymes, voir Stanisławów.
Stanisławów est une localité polonaise de la gmina de Lipie, située dans le powiat de Kłobuck en voïvodie de Silésie.